# Cooper Puckett
Cooper Puckett (31 marzo 2003) è uno sciatore alpino statunitense.

## Biografia
Puckett, originario di Steamboat Springs, proviene da una famiglia di grandi tradizioni nello sci alpino: è figlio di Chris, nipote di Casey e fratello di Cole, a loro volta sciatori alpini. Attivo dal novembre del 2019, in Nor-Am Cup ha esordito il 21 novembre dello stesso anno a Copper Mountain in slalom speciale, senza completare la prova, ha conquistato il primo podio il 10 febbraio 2022 a Whiteface Mountain in combinata (3º) e la prima vittoria il 3 gennaio 2023 a Burke Mountain in slalom speciale. Ai Mondiali juniores di Alta Savoia 2024 ha conquistato la medaglia di bronzo nella gara a squadre; ha debuttato in Coppa del Mondo il 27 ottobre 2024 a Sölden in slalom gigante, senza qualificarsi per la seconda manche. Non ha preso parte a rassegne olimpiche o iridate.

## Palmarès

### Mondiali juniores
- 1 medaglia:
  - 1 bronzo (gara a squadre ad Alta Savoia 2024)

### Nor-Am Cup
- Miglior piazzamento in classifica generale: 3º nel 2024
- 9 podi:
  - 2 vittorie
  - 2 secondi posti
  - 5 terzi posti

#### Nor-Am Cup - vittorie
| Data             | Località       | Paese       | Specialità |
| ---------------- | -------------- | ----------- | ---------- |
| 3 gennaio 2023   | Burke Mountain | Stati Uniti | SL         |
| 13 dicembre 2023 | Beaver Creek   | Stati Uniti | SL         |

Legenda:

SL = slalom speciale